# Gekijōban Pocket Monsters Advanced Generation: Nanayo no Negaiboshi Jirāchi
Pokémon: Bảy đêm cùng ngôi sao ước nguyện Jirachi, ban đầu công chiếu ở Nhật Bản với tên là Pocket Monsters Advanced Generation the Movie: Bảy đêm cùng ngôi sao ước nguyện: Jirachi (劇場版ポケットモンスターアドバンスジェネレーション 七夜の願い星 ジラーチ Gekijōban Poketto Monsutā Adobansu Jenerēshon Nanayo no Negaiboshi Jirāchi), phim công chiếu ở các rạp ở Nhật Bản vào ngày 19 tháng 7 năm 2003. 

## Nội dung
Câu chuyện bắt đầu khi nhóm Satoshi nhặt được một quả trứng được xem là của một chú Pokemon huyền thoại Jirachi, Pokemon có năng lực ban đến điều ước thành sự thật đang ngủ say trong đó, cũng chính vì thế mà luôn bị dòm ngó. Nhóm Satoshi vô tình đi vào một đoàn xiếc Pokemon ở đó cậu đã gặp 2 nhà huấn luyện pokemon, nhưng sự việc của quả trứng xuất hiện đã bị những người ham muốn tìm cách chiếm đoạt. Khi Jirachi thức dậy, bọn chúng đã bắt Jirachi để cung cấp một nguồn năng lượng có thể triệu tập những Pokemon hủy diệt.

## Phân vai
| Nhân vật         | Diễn viên lồng tiếng Nhật |
| ---------------- | ------------------------- |
| Masato           | Yamada Fushigi            |
| Pikachu          | Ohtani Ikue               |
| Satoshi          | Matsumoto Rica            |
| Jirachi          | Suzuki Tomiko             |
| Takeshi          | Ueda Yuji                 |
| Musashi          | Hayashibara Megumi        |
| Kojiro           | Miki Shinichiro           |
| Haruka           | KAORI                     |
| Butler           | Yamadera Kouichi          |
| Absol            | Hayashibara Megumi        |
| Bogii            | Suzuki Papaya             |
| Dianne           | Makise Riho               |
| người dẫn chuyện | Ishizuka Unshou           |

## Âm nhạc
- Bài hát mở đầu:

"I Wanna Be a Hero"
- Bài hát kết thúc:

"Chiisaki Mono" của Hayashi Asuka,"Make a Wish" của Cindy Mizelle & Asuka Hayashi